# Journée du Guinness World Records
La journée du Guinness World Records est célébrée internationalement le 12 novembre. Elle consiste à faire réaliser des exploits par tout un chacun digne de figurer dans le livre Guinness des records de l'année suivante. 
Organisée pour la première fois en 2005 par l'éditeur du livre, elle se renouvelle chaque année à date fixe dans l'ensemble du monde.

## Records 2006
Parmi plus de 65 000 demandes, 2 244 tentatives de records ont été validées cette année, par exemple : 
- États-Unis, New York : plus grand nombre de crotalus contenus dans une bouche.
- France, Paris : plus grand nombre de baiser simultanés.
- Italie : plus longue bande de pizza.
- Afrique du Sud : plus grande classe de gymnastique aquatique.
- Afrique du Sud : plus longue chaîne de soutiens-gorge
- Nouvelle-Zélande : plus grand nombre de gousses d'ail mangées en une minute.
- Japon : plus grande cérémonie du thé.
- Espagne : plus grand speed dating.

## Records 2010
Cette année la journée aura lieu le 18 novembre 2010.

## Records 2013
Cette année la journée aura lieu le  14 novembre 2013